# Carol al VIII-lea al Suediei
Carol al VIII-lea al Suediei (în realitate Carol al II-lea), Carol I al Norvegiei (suedeză Karl Knutsson (Bonde)); (n. 5 octombrie 1409, Uppsala, Uppsala län, Suedia – d. 15 mai 1470, orașul Stockholm⁠(d), Over-Governors office⁠(d), Suedia), a fost rege al Suediei (1448–1457, 1464–1465 și din 1467 până la moartea sa în 1470) și rege al Norvegiei (1449–1450).

## Biografie
Karl Knutsson s-a născut în octombrie 1408 sau 1409, la castelul Ekholmen, ca fiu al lui Knut Tordsson (Bonde), cavaler și membru al Consiliului Privat (riksråd) și a Margaretei Karlsdotter (Sparre av Tofta), singura fiică și moștenitoare a lui Karl Ulvsson, Lord de Tofta. Karl Knutsson s-a căsătorit prima dată în 1428 cu Birgitta Turesdotter (Bielke) care i-a dăruit o fiică, Kristina. A doua căsătorie, în 1438, cu Katarina Karlsdotter (Gumsehuvud) a produs a doua fiică, Magdalena, care s-a căsătorit cu Ivar Axelsson (Tott). El a avut doi copii cu cea ce-a treia soție (și fostă metresă) Kristina Abrahamsdotter: Anna și Karl. Se spunea că tatăl său este descendent din fratele mai mic al regelui Eric al IX-lea (Sfântul Eric). Mama lui, o importantă moștenitoare, descindea din Jarl Karl cel Surd și deci din nobili vechi ai Suediei.
În 1434 el a devenit membru al Consiliului Privat al Suediei  și în octombrie în același an și-a asumat cel mai important rol (Riksmarsk). Din cauza nemulțumirii în creștere în rândul nobilimii din cauza regelui Eric de Pomerania, Carol a fost făcut Rikshövitsman în 1436, rol echivalent cu Guvernator militar al regatului. În cele din urmă a fost regent din 1438 până în 1440 ca rezultat a rebeliunii conduse de Engelbrekt Engelbrektsson. În timpul scurtei regențe a lui Carol, în Finlanda a avut loc o așa numită rebeliune țărănească. Eric de Pomerania a fost obligat să abdice și în 1440 Christopher de Bavaria a fost ales rege al Suediei, Norvegiei și Danemarcei.
La încoronarea lui Christopher în septembrie 1441, Carol a fost numit cavaler și Riksdrots (Înalt Lord Judiciar al Suediei). În octombrie el a demisionat și și-a asumat funcția de Înalt Lord Constable. Din 1442 el a fost guvernator militar, hövitsman, la Vyborg în Finland (margraf de Viborg).
După decesul lui Christopher în 1448 fără moștenitori direcți, Carol a fost ales rege al Suediei la 20 iunie și la 28 iunie el a fost salutat ca noul monarh la Pietrele Mora, nu departe de Uppsala, în mare parte datorită propriilor trupe militare. Danezii l-au ales în septembrie 1448 pe Christian I ca rege al Danemarcei.